# Contea di Tuscaloosa
La contea di Tuscaloosa, in inglese Tuscaloosa County, è una contea dello Stato dell'Alabama, negli Stati Uniti. La popolazione al censimento del 2010 era di 194.656 abitanti. Il capoluogo di contea è Tuscaloosa.

## Geografia fisica
La contea si trova nella parte centro-occidentale dell'Alabama. Lo United States Census Bureau certifica che l'estensione della contea è di 3.500 km², di cui 3.430 km² composti da terra e i rimanenti 70 km² composti di acqua.
La contea si estende tra le sezioni fisiografiche dell’Altopiano di Cumberland e della Pianura Costiera, dando origine a una geografia diversificata: boscosa e collinare a nord-est, pianeggiante e talvolta paludosa a sud-ovest.
La contea è sede dell'Università dell'Alabama.

### Contee confinanti
- Contea di Walker - nord-est
- Contea di Jefferson - est
- Contea di Bibb - sud-est
- Contea di Hale - sud
- Contea di Greene - sud-ovest
- Contea di Pickens - ovest
- Contea di Fayette - nord-ovest

### Laghi, fiumi e parchi
La contea comprende i seguenti laghi, fiumi e parchi:
| Laghi | Fiumi | Parchi | Parchi |
| --- | --- | --- | ------ |
| - Giles Lake - Grindle Pond - Hull Lake - Hodge Lake - Touson Lake - Blue Hole - Duck Pond - Vining Pond | - Daniel Creek - Rock Creek - Indian Creek - Devils Den Branch - Duck Creek - Mothers Branch - Burchfield Branch - Little Branch - Island Branch - North River | - Holiday Beach - Lake Lurleen State Park - Old Lock 15 Public Use Area - Old Lock 16 Public Use Area - Rocky Branch Public Use Area - Holt Damsite-Right Bank Public Use Area - Holt Damsite-Left Bank Public Use Area - Rock Quarry Landing Public Use Area - Daniel Creek Public Use Area |        |

## Storia
La contea di Tuscaloosa fu costituita il 6 febbraio 1818. I territori appartenevano ai popoli Creek e Choctaw. Il nome della contea probabilmente deriva da Tuskaloosa, un capo della cultura del Mississippi che fu ucciso in battaglia dalle forze comandate dall’esploratore spagnolo Hernando de Soto nel 1540.

## Principali strade ed autostrade
- Interstate 20/Interstate 59
- Interstate 359
- U.S. Highway 11
- U.S. Highway 43
- U.S. Highway 82
- State Route 69

## Società

### Evoluzione demografica
Abitanti censiti (migliaia)

## Comuni[9]
- Brookwood - town
- Coaling - city
- Coker - town
- Lake View - city
- Moundville[10] - town
- Northport - city
- Tuscaloosa (capoluogo) - city
- Vance[11] - city
- Woodstock[11] - town

 Census-designated place 
- Cottondale
- Holt